# Archipiélago Moonsund
El archipiélago Moonsund o archipiélago estonio occidental) (en estonio: Lääne-Eesti saarestik) es un grupo de islas de Estonia, alrededor de Väinameri, ubicadas en el mar Báltico. El área total es de alrededor de 4000 km². Las islas principales son Saaremaa, Hiiumaa, Muhu y Vormsi; además, hay alrededor de 500 islas menores.